# Randburg
Randburg ist ein administrativer Bestandteil der Metropolgemeinde City of Johannesburg in der südafrikanischen Provinz Gauteng.

## Geographie

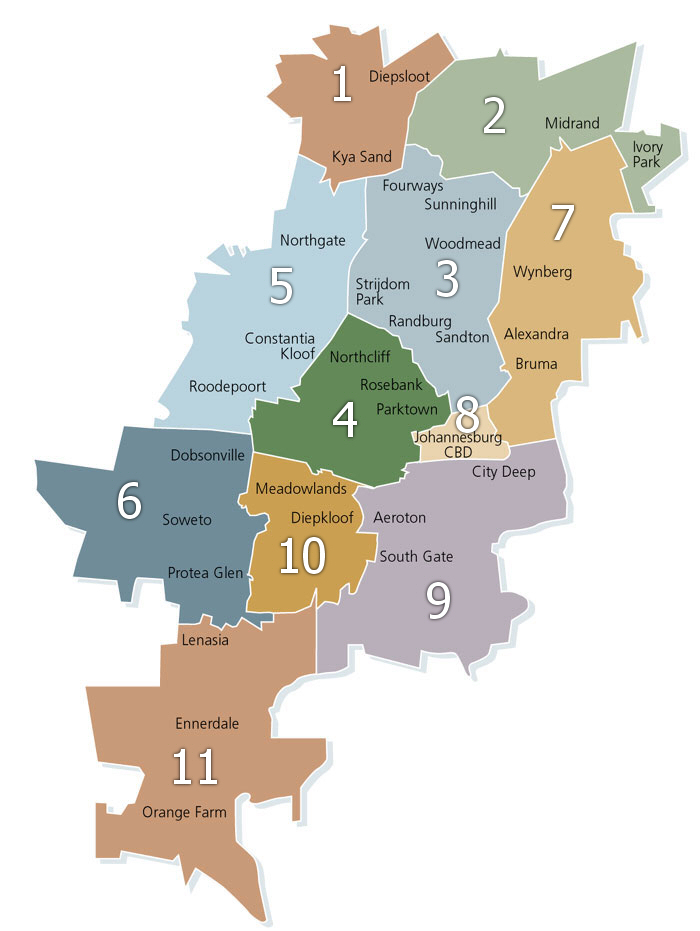
Einteilung der Stadtbezirke Johannesburgs bis 2006

Randburg liegt etwa zehn Kilometer nordwestlich des Johannesburger Zentrums. Unmittelbar östlich befindet sich der aufstrebende Stadtteil Sandton, zu dem auch das nördlich von Randburg gelegene Bryanston gehört. Randburg grenzt außerdem an die Stadtteile Rosebank im Südosten, Sophiatown im Süden und Roodepoort im Westen. 
Randburg ist rund 168 Quadratkilometer groß und hat 337.053 Einwohner (Stand 2011). Laut Volkszählung 2011 waren die Bewohner zu 46 % Weiße und zu 37 % Schwarze. Randburgs Bewohner haben im Durchschnitt ein höheres Einkommen als die Gesamtbevölkerung der Metropolgemeinde.

## Geschichte
Randburg wurde 1959 aus 32 Johannesburger Vorstädten gebildet. Zur Namensfindung war ein Wettbewerb ausgeschrieben worden. „Randburg“ bezieht sich auf die Kurzform „Rand“ des Witwatersrand. Bis zur Abschaffung der Apartheid durften ausschließlich Weiße in Randburg wohnen. Die Stadt war eine Hochburg der regierenden Nasionale Party. In den 1990er Jahren kam es zu einem Niedergang des Innenstadtbereichs. 1996 wurde Randburg Teil des Northern Metropolitan Local Council, 2000 ging es in der Metropolgemeinde City of Johannesburg auf. Anfangs gehörte es zur Region 3, seit 2006 zur Region B. Am 7. Juli 2007 fand im Coca Cola Dome der afrikanische Teil des auf allen Kontinenten veranstalteten Live-Earth-Konzerts statt.

## Wirtschaft und Infrastruktur
Die Stadt dient überwiegend Wohnzwecken. Es gibt zahlreiche Geschäftszentren.
Die Fernstraße N1 führt mit ihrem Western Bypass westlich um Randburg herum. Zu den weiteren Straßen gehört die R512, die Richtung Nordwesten nach Brits führt. Randburg hat keinen Bahnanschluss. Ein Anschluss an das Streckennetz des Gautrain wird diskutiert.

## Persönlichkeiten
- Jean Spies (* 1989), Radsportler
- Charles Elwes (* 1997), britischer Ruderer